# 15922 Масаїсаіто
15922 Масаїсаіто (15922 Masajisaito) — астероїд головного поясу, відкритий 1 листопада 1997 року.
Тіссеранів параметр щодо Юпітера — 3,594.